# U-1200
Unterseeboot 1200 foi um submarino alemão do Tipo VIIC, pertencente a Kriegsmarine que atuou durante a Segunda Guerra Mundial.

## Comandantes
| Comandante            | Data                                          |
| --------------------- | --------------------------------------------- |
| Oblt. Hinrich Mangels | 5 de janeiro de 1944 - 11 de novembro de 1944 |

## Subordinação
Durante o seu tempo de serviço, esteve subordinado às seguintes flotilhas:
| Período                                        | Flotilha                                   |
| ---------------------------------------------- | ------------------------------------------ |
| 5 de janeiro de 1944 - 31 de agosto de 1944    | 8. Unterseebootsflottille (treinamento)    |
| 1 de setembro de 1944 - 11 de novembro de 1944 | 11. Unterseebootsflottille (serviço ativo) |